# Fußball-Club Augsburg 1907 2021-2022
Questa voce raccoglie le informazioni riguardanti il Fußball-Club Augsburg 1907 nelle competizioni ufficiali della stagione 2021-2022.

## Stagione
Nella stagione 2021-2022 l'Augusta, allenato da Markus Weinzierl, concluse il campionato di Bundesliga al 14º posto. In Coppa di Germania l'Augusta fu eliminato al secondo turno dal Bochum.

## Rosa
| N. |                        | Ruolo | Calciatore            |
| -- | ---------------------- | ----- | --------------------- |
| 1  | Polonia (bandiera)     | P     | Rafał Gikiewicz       |
| 2  | Polonia (bandiera)     | D     | Robert Gumny          |
| 3  | Danimarca (bandiera)   | D     | Mads Pedersen         |
| 4  | Inghilterra (bandiera) | D     | Reece Oxford          |
| 5  | Germania (bandiera)    | C     | Tobias Strobl         |
| 6  | Paesi Bassi (bandiera) | D     | Jeffrey Gouweleeuw    |
| 7  | Germania (bandiera)    | A     | Florian Niederlechner |
| 8  | Ecuador (bandiera)     | C     | Carlos Gruezo         |
| 10 | Germania (bandiera)    | C     | Arne Maier            |
| 11 | Austria (bandiera)     | A     | Michael Gregoritsch   |
| 14 | Rep. Ceca (bandiera)   | C     | Jan Morávek           |
| 16 | Svizzera (bandiera)    | A     | Ruben Vargas          |
| 17 | Nigeria (bandiera)     | A     | Noah Sarenren Bazee   |
| 18 | Stati Uniti (bandiera) | A     | Ricardo Pepi          |
| 19 | Germania (bandiera)    | D     | Ohis Felix Uduokhai   |

| N. |                      | Ruolo | Calciatore         |
| -- | -------------------- | ----- | ------------------ |
| 20 | Germania (bandiera)  | A     | Daniel Caligiuri   |
| 21 | Svizzera (bandiera)  | A     | Andi Zeqiri        |
| 22 | Brasile (bandiera)   | D     | Iago               |
| 24 | Finlandia (bandiera) | C     | Fredrik Jensen     |
| 25 | Germania (bandiera)  | P     | Daniel Klein       |
| 26 | Danimarca (bandiera) | D     | Frederik Winther   |
| 27 | Islanda (bandiera)   | A     | Alfreð Finnbogason |
| 28 | Germania (bandiera)  | A     | André Hahn         |
| 29 | Germania (bandiera)  | A     | Lasse Günther      |
| 30 | Germania (bandiera)  | C     | Niklas Dorsch      |
| 32 | Germania (bandiera)  | D     | Raphael Framberger |
| 38 | Togo (bandiera)      | C     | Dikeni Salifou     |
| 39 | Germania (bandiera)  | D     | Dominic Schmidt    |
| 40 | Rep. Ceca (bandiera) | P     | Tomáš Koubek       |
| 41 | Germania (bandiera)  | C     | Tim Civeja         |

## Maglie e sponsor
| Casa | Trasferta | Terza Divisa |

## Organigramma societario
Area tecnica
- Preparatori atletici:
- Allenatore in seconda: Reiner Maurer, Jonas Scheuermann, Tobias Zellner
- Preparatore dei portieri: Kristian Barbuščák
- Analisi video: Benedikt Brust
- Allenatore: Markus Weinzierl

## Calciomercato

### Sessione estiva
| Acquisti | Acquisti         | Acquisti           | Acquisti                 |
| R.       | Nome             | da                 | Modalità                 |
| -------- | ---------------- | ------------------ | ------------------------ |
| A        | Andi Zeqiri      | Brighton           | prestito                 |
| C        | Arne Maier       | Hertha Berlino     | prestito (500 mila €)    |
| C        | Niklas Dorsch    | Gent               | definitivo (7 milioni €) |
| A        | Sergio Córdova   | Arminia Bielefeld  | fine prestito            |
| D        | Kevin Danso      | Fortuna Düsseldorf | fine prestito            |
| A        | Lasse Günther    | Bayern Monaco II   | gratuito                 |
| P        | Daniel Klein     | Hoffenheim II      | prestito (200 mila €)    |
| A        | Maurice Malone   | Wehen Wiesbaden    | fine prestito            |
| D        | Jozo Stanić      | Zwickau            | fine prestito            |
| D        | Frederik Winther | Lyngby             | fine prestito            |

| Cessioni | Cessioni         | Cessioni            | Cessioni                   |
| R.       | Nome             | a                   | Modalità                   |
| -------- | ---------------- | ------------------- | -------------------------- |
| A        | Seong-hoon Cheon | Homburg             |                            |
| A        | Maurice Malone   | Heidenheim          | prestito (200 mila €)      |
| A        | Marco Richter    | Hertha Berlino      | definitivo (7,1 milioni €) |
| D        | Kevin Danso      | Lens                | definitivo (5,5 milioni €) |
| D        | Jozo Stanić      | Wehen Wiesbaden     | gratuito                   |
| D        | Marek Suchý      | Mladá Boleslav      | gratuito                   |
| P        | Benjamin Leneis  | Magdeburgo          | gratuito                   |
| C        | László Bénes     | Borussia M'gladbach | fine prestito              |
| A        | Dion Berisha     | Augusta II          |                            |
| C        | Rani Khedira     | Union Berlino       | gratuito                   |
| A        | Lukas Petkov     | Verl                | gratuito                   |
| A        | Julian Schieber  | TSG Backnang        | ritiro                     |

### Sessione invernale
| Acquisti | Acquisti     | Acquisti  | Acquisti                     |
| R.       | Nome         | da        | Modalità                     |
| -------- | ------------ | --------- | ---------------------------- |
| A        | Ricardo Pepi | FC Dallas | definitivo (16,36 milioni €) |

| Cessioni | Cessioni       | Cessioni       | Cessioni |
| R.       | Nome           | a              | Modalità |
| -------- | -------------- | -------------- | -------- |
| A        | Sergio Córdova | Real Salt Lake | prestito |

## Risultati

### Bundesliga

#### Girone di andata
| Arbitro: | Brych |

|  |           |                                            |
|  | Marcatori | 37’ Larsen 79’ Adamyan 87’ Rutter 90’ Rudy |

| Francoforte sul Meno 21 agosto 2021, ore 15:30 CEST 2ª giornata | Eintracht Francoforte | 0 – 0 referto | Augusta | Deutsche Bank Park (22 000 spett.)\| Arbitro: \| Osmers \| |
| Arbitro:                                                        | Osmers                |               |         |                                                            |

| Arbitro: | Brand |

|                   |           |                                                              |
| Niederlechner 30’ | Marcatori | 3’ (aut.) Iago 14’ (aut.) Niederlechner 75’ Schick 81’ Wirtz |

| Berlino 11 settembre 2021, ore 15:30 CEST 4ª giornata | Union Berlino | 0 – 0 referto | Augusta | Stadio An der Alten Försterei (10 207 spett.)\| Arbitro: \| Petersen \| |
| Arbitro:                                              | Petersen      |               |         |                                                                         |

| Arbitro: | Badstübner |

|                   |           |  |
| Niederlechner 80’ | Marcatori |  |

| Arbitro: | Schlager |

|                                      |           |  |
| Kübler 6’ Höler 25’ Grifo 33’ (rig.) | Marcatori |  |

| Arbitro: | Welz |

|                                 |           |            |
| Guerreiro 10’ (rig.) Brandt 51’ | Marcatori | 35’ Zeqiri |

| Arbitro: | Schröder |

|            |           |             |
| Oxford 19’ | Marcatori | 77’ Laursen |

| Arbitro: | Hartmann |

|                                        |           |            |
| Onisiwo 10’ Bell 15’ Burkardt 26’, 71’ | Marcatori | 69’ Zeqiri |

| Arbitro: | Ittrich |

|                                                             |           |            |
| Oxford 30’ Gouweleeuw 52’ Niederlechner 72’ Finnbogason 81’ | Marcatori | 7’ Führich |

| Arbitro: | Fritz |

|            |           |  |
| Nmecha 14’ | Marcatori |  |

| Arbitro: | Siebert |

|                       |           |                 |
| Pedersen 23’ Hahn 35’ | Marcatori | 38’ Lewandowski |

| Arbitro: | Willenborg |

|             |           |                 |
| Richter 40’ | Marcatori | 90’ Gregoritsch |

| Arbitro: | Aytekin |

|                                      |           |                              |
| Gregoritsch 57’ Caligiuri 86’ (rig.) | Marcatori | 23’, 45’ Polter 40’ Holtmann |

| Arbitro: | Ittrich |

|  |           |                     |
|  | Marcatori | 72’ Hahn 88’ Dorsch |

| Arbitro: | Badstübner |

|                      |           |           |
| Caligiuri 86’ (rig.) | Marcatori | 19’ Silva |

| Fürth 18 dicembre 2021, ore 15:30 CET 17ª giornata | Greuther Fürth | 0 – 0 referto | Augusta | Sportpark Ronhof Thomas Sommer (0 spett.)\| Arbitro: \| Stegemann \| |
| Arbitro:                                           | Stegemann      |               |         |                                                                      |

#### Girone di ritorno
| Arbitro: | Cortus |

|                         |           |                |
| Bebou 38’, 44’ Raum 90’ | Marcatori | 5’ Gregoritsch |

| Arbitro: | Jablonski |

|                 |           |            |
| Gregoritsch 38’ | Marcatori | 22’ Kamada |

| Arbitro: | Schlager |

|                                             |           |           |
| Bellarabi 9’ Diaby 24’, 65’, 69’ Alario 81’ | Marcatori | 62’ Maier |

| Arbitro: | Osmers |

|                          |           |  |
| Gregoritsch 16’ Hahn 59’ | Marcatori |  |

| Arbitro: | Thomsen |

|                                     |           |                          |
| Koné 30’ Hofmann 46’ Bensebaini 67’ | Marcatori | 55’ Iago 90’ Finnbogason |

| Arbitro: | Siebert |

|                 |           |                               |
| Gregoritsch 16’ | Marcatori | 4’ Petersen 26’ Schlotterbeck |

| Arbitro: | Aytekin |

|           |           |            |
| Bazee 78’ | Marcatori | 35’ Hazard |

| Arbitro: | Brych |

|  |           |               |
|  | Marcatori | 50’ Caligiuri |

| Arbitro: | Jöllenbeck |

|                                  |           |            |
| Gouweleeuw 11’ (rig.) Vargas 56’ | Marcatori | 54’ Widmer |

| Arbitro: | Ittrich |

|                                  |           |                         |
| Anton 44’ Marmoush 79’ Tomás 85’ | Marcatori | 6’ Hahn 45’ Gregoritsch |

| Arbitro: | Stegemann |

|                                        |           |  |
| Iago 1’ Niederlechner 62’ Pedersen 69’ | Marcatori |  |

| Arbitro: | Ittrich |

|                        |           |  |
| Lewandowski 82’ (rig.) | Marcatori |  |

| Arbitro: | Fritz |

|  |           |            |
|  | Marcatori | 49’ Serdar |

| Arbitro: | Dankert |

|  |           |                                 |
|  | Marcatori | 15’ Hahn 43’ (rig.) Gregoritsch |

| Arbitro: | Schröder |

|                   |           |                                               |
| Niederlechner 73’ | Marcatori | 12’ Thielmann 15’ Uth 63’ (rig.), 77’ Modeste |

| Arbitro: | Dankert |

|                                               |           |  |
| Silva 40’ Nkunku 48’, 57’ Forsberg 64’ (rig.) | Marcatori |  |

| Arbitro: | Reichel |

|                                      |           |             |
| Caligiuri 11’ (rig.) Gregoritsch 84’ | Marcatori | 24’ Ngankam |

### Coppa di Germania
| Arbitro: | Burda |

|                           |           |                                                   |
| Knechtel 2’ Jovanović 69’ | Marcatori | 41’ Winther 52’ Niederlechner 68’ Jensen 80’ Hahn |

| Arbitro: | Petersen |

|                                       |                      |                                                 |
| Pantović 12’, 53’                     | Marcatori            | 55’ Oxford 58’ Vargas                           |
| Rexhbeçaj Mašović Blum Polter Riemann | Tiri di rigore 5 – 4 | Gouweleeuw Finnbogason Strobl Gregoritsch Maier |

## Statistiche

### Statistiche di squadra
| Competizione      | Punti | In casa | In casa | In casa | In casa | In casa | In casa | In trasferta | In trasferta | In trasferta | In trasferta | In trasferta | In trasferta | Totale | Totale | Totale | Totale | Totale | Totale | DR  |
| Competizione      | Punti | G       | V       | N       | P       | Gf      | Gs      | G            | V            | N            | P            | Gf           | Gs           | G      | V      | N      | P      | Gf     | Gs     | DR  |
| ----------------- | ----- | ------- | ------- | ------- | ------- | ------- | ------- | ------------ | ------------ | ------------ | ------------ | ------------ | ------------ | ------ | ------ | ------ | ------ | ------ | ------ | --- |
| Bundesliga        | 38    | 17      | 7       | 4       | 6       | 25      | 26      | 17           | 3            | 4            | 10           | 14           | 30           | 34     | 10     | 8      | 16     | 39     | 56     | -17 |
| Coppa di Germania | -     | 0       | 0       | 0       | 0       | 0       | 0       | 2            | 1            | 1            | 0            | 6            | 4            | 2      | 1      | 1      | 0      | 6      | 4      | +2  |
| Totale            | 38    | 17      | 7       | 4       | 6       | 25      | 26      | 19           | 4            | 5            | 10           | 20           | 34           | 36     | 11     | 9      | 16     | 45     | 60     | -15 |

### Andamento in campionato
| Giornata  | 1  | 2  | 3  | 4  | 5  | 6  | 7  | 8  | 9  | 10 | 11 | 12 | 13 | 14 | 15 | 16 | 17 | 18 | 19 | 20 | 21 | 22 | 23 | 24 | 25 | 26 | 27 | 28 | 29 | 30 | 31 | 32 | 33 | 34 |
| --------- | -- | -- | -- | -- | -- | -- | -- | -- | -- | -- | -- | -- | -- | -- | -- | -- | -- | -- | -- | -- | -- | -- | -- | -- | -- | -- | -- | -- | -- | -- | -- | -- | -- | -- |
| Luogo     | C  | T  | C  | T  | C  | T  | T  | C  | T  | C  | T  | C  | T  | C  | T  | C  | T  | T  | C  | T  | C  | T  | C  | C  | T  | C  | T  | C  | T  | C  | T  | C  | T  | C  |
| Risultato | P  | N  | P  | N  | V  | P  | P  | N  | P  | V  | P  | V  | N  | P  | V  | N  | N  | P  | N  | P  | V  | P  | P  | N  | V  | V  | P  | V  | P  | P  | V  | P  | P  | V  |
| Posizione | 18 | 17 | 17 | 17 | 11 | 15 | 15 | 16 | 16 | 16 | 16 | 15 | 16 | 16 | 16 | 16 | 15 | 16 | 15 | 16 | 16 | 16 | 16 | 15 | 14 | 14 | 14 | 13 | 14 | 14 | 14 | 14 | 14 | 14 |

Legenda:

Luogo: C = Casa; T = Trasferta. Risultato: V = Vittoria; N = Pareggio; P = Sconfitta.

### Statistiche dei giocatori
| Giocatore        | Bundesliga | Bundesliga | Bundesliga  | Bundesliga | Coppa di Germania | Coppa di Germania | Coppa di Germania | Coppa di Germania | Totale   | Totale | Totale      | Totale     |
| Giocatore        | Presenze   | Reti       | Ammonizioni | Espulsioni | Presenze          | Reti              | Ammonizioni       | Espulsioni        | Presenze | Reti   | Ammonizioni | Espulsioni |
| ---------------- | ---------- | ---------- | ----------- | ---------- | ----------------- | ----------------- | ----------------- | ----------------- | -------- | ------ | ----------- | ---------- |
| N. Bazee         | 14         | 1          | 1           | 0          | 1                 | 0                 | 0                 | 0                 | 15       | 1      | 1           | 0          |
| D. Caligiuri     | 28         | 4          | 4           | 0          | 1                 | 0                 | 0                 | 0                 | 29       | 4      | 4           | 0          |
| T. Civeja        | 0          | 0          | 0           | 0          | 0                 | 0                 | 0                 | 0                 | 0        | 0      | 0           | 0          |
| S. Córdova       | 13         | 0          | 2           | 0          | 1                 | 0                 | 0                 | 0                 | 14       | 0      | 2           | 0          |
| N. Dorsch        | 30         | 1          | 8           | 0          | 1                 | 0                 | 0                 | 0                 | 31       | 1      | 8           | 0          |
| A. Finnbogason   | 10         | 2          | 0           | 0          | 2                 | 0                 | 0                 | 0                 | 12       | 2      | 0           | 0          |
| R. Framberger    | 23         | 0          | 3           | 0          | 1                 | 0                 | 0                 | 0                 | 24       | 0      | 3           | 0          |
| R. Gikiewicz     | 34         | 0          | 0           | 0          | 2                 | 0                 | 0                 | 0                 | 36       | 0      | 0           | 0          |
| J. Gouweleeuw    | 29         | 2          | 9           | 0          | 1                 | 0                 | 0                 | 0                 | 30       | 2      | 9           | 0          |
| M. Gregoritsch   | 25         | 9          | 3           | 0          | 2                 | 0                 | 1                 | 0                 | 27       | 9      | 4           | 0          |
| C. Gruezo        | 17         | 0          | 7           | 0          | 1                 | 0                 | 0                 | 0                 | 18       | 0      | 7           | 0          |
| R. Gumny         | 28         | 0          | 3           | 0          | 2                 | 0                 | 0                 | 0                 | 30       | 0      | 3           | 0          |
| L. Günther       | 5          | 0          | 1           | 0          | 2                 | 0                 | 0                 | 0                 | 7        | 0      | 1           | 0          |
| A. Hahn          | 32         | 5          | 5           | 0          | 2                 | 1                 | 1                 | 0                 | 34       | 6      | 6           | 0          |
| I. Iago          | 28         | 2          | 3           | 0          | 2                 | 0                 | 0                 | 0                 | 30       | 2      | 3           | 0          |
| F. Jensen        | 12         | 0          | 0           | 0          | 1                 | 1                 | 0                 | 0                 | 13       | 1      | 0           | 0          |
| D. Klein         | 0          | 0          | 0           | 0          | 0                 | 0                 | 0                 | 0                 | 0        | 0      | 0           | 0          |
| T. Koubek        | 0          | 0          | 0           | 0          | 0                 | 0                 | 0                 | 0                 | 0        | 0      | 0           | 0          |
| A. Maier         | 29         | 1          | 0           | 0          | 1                 | 0                 | 0                 | 0                 | 30       | 1      | 0           | 0          |
| M. Malone        | 0          | 0          | 0           | 0          | 1                 | 0                 | 0                 | 0                 | 1        | 0      | 0           | 0          |
| J. Morávek       | 17         | 0          | 1           | 0          | 1                 | 0                 | 0                 | 0                 | 18       | 0      | 1           | 0          |
| F. Niederlechner | 26         | 5          | 1           | 0          | 1                 | 1                 | 0                 | 0                 | 27       | 6      | 1           | 0          |
| R. Oxford        | 30         | 2          | 9           | 0          | 1                 | 1                 | 0                 | 0                 | 31       | 3      | 9           | 0          |
| M. Pedersen      | 29         | 2          | 5           | 0          | 0                 | 0                 | 0                 | 0                 | 29       | 2      | 5           | 0          |
| R. Pepi          | 11         | 0          | 0           | 0          | 0                 | 0                 | 0                 | 0                 | 11       | 0      | 0           | 0          |
| D. Salifou       | 0          | 0          | 0           | 0          | 0                 | 0                 | 0                 | 0                 | 0        | 0      | 0           | 0          |
| D. Schmidt       | 0          | 0          | 0           | 0          | 0                 | 0                 | 0                 | 0                 | 0        | 0      | 0           | 0          |
| T. Strobl        | 5          | 0          | 1           | 0          | 1                 | 0                 | 1                 | 0                 | 6        | 0      | 2           | 0          |
| F. Uduokhai      | 13         | 0          | 1           | 0          | 1                 | 0                 | 0                 | 0                 | 14       | 0      | 1           | 0          |
| R. Vargas        | 29         | 1          | 4           | 0          | 1                 | 1                 | 0                 | 0                 | 30       | 2      | 4           | 0          |
| F. Winther       | 4          | 0          | 1           | 0          | 1                 | 1                 | 1                 | 0                 | 5        | 1      | 2           | 0          |
| A. Zeqiri        | 22         | 2          | 2           | 0          | 1                 | 0                 | 1                 | 0                 | 23       | 2      | 3           | 0          |